# 実体完全性
実体完全性（じったいかんぜんせい、英語：entity integrity）とは、コンピュータの関係データベース (関係モデル) において、任意の関係（表）についてどの組 (行) も重複することはなく、主キーを構成するどの属性 (列) もnullを許さないことを、保証する特性である。実体完全性は、関係データベースの一貫性（データ完全性）を保証するために必要な特性の一つでもある。